# 弗朗索瓦·麦坎达尔

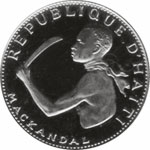
20海地古德硬幣上的麦坎达尔侧脸（1968年发行）

弗朗索瓦·麦坎达尔（François Mackandal，1730年—1758年）是海地馬隆人领袖。麦坎达尔原本是一名海地种植园的逃亡奴隶，也是一名伏都教司祭。他引导马隆人对抗岛上的法国种植园主。1758年，麦坎达尔因部下出卖被捕，在海地角的广场被烧死。